# Vistarino
Vistarino ist eine norditalienische Gemeinde (comune) mit 1579 Einwohnern (Stand 31. Dezember 2023) in der Provinz Pavia in der Lombardei. Die Gemeinde liegt etwa 12 Kilometer ostnordöstlich von Pavia an der Olona in der Pavese.

## Verkehr
Durch die Gemeinde führt die frühere Strada Statale 235 di Orzinuovi (heute die Provinzstraße SPBS 235) von Pavia nach Roncadelle.